# NGC 2903

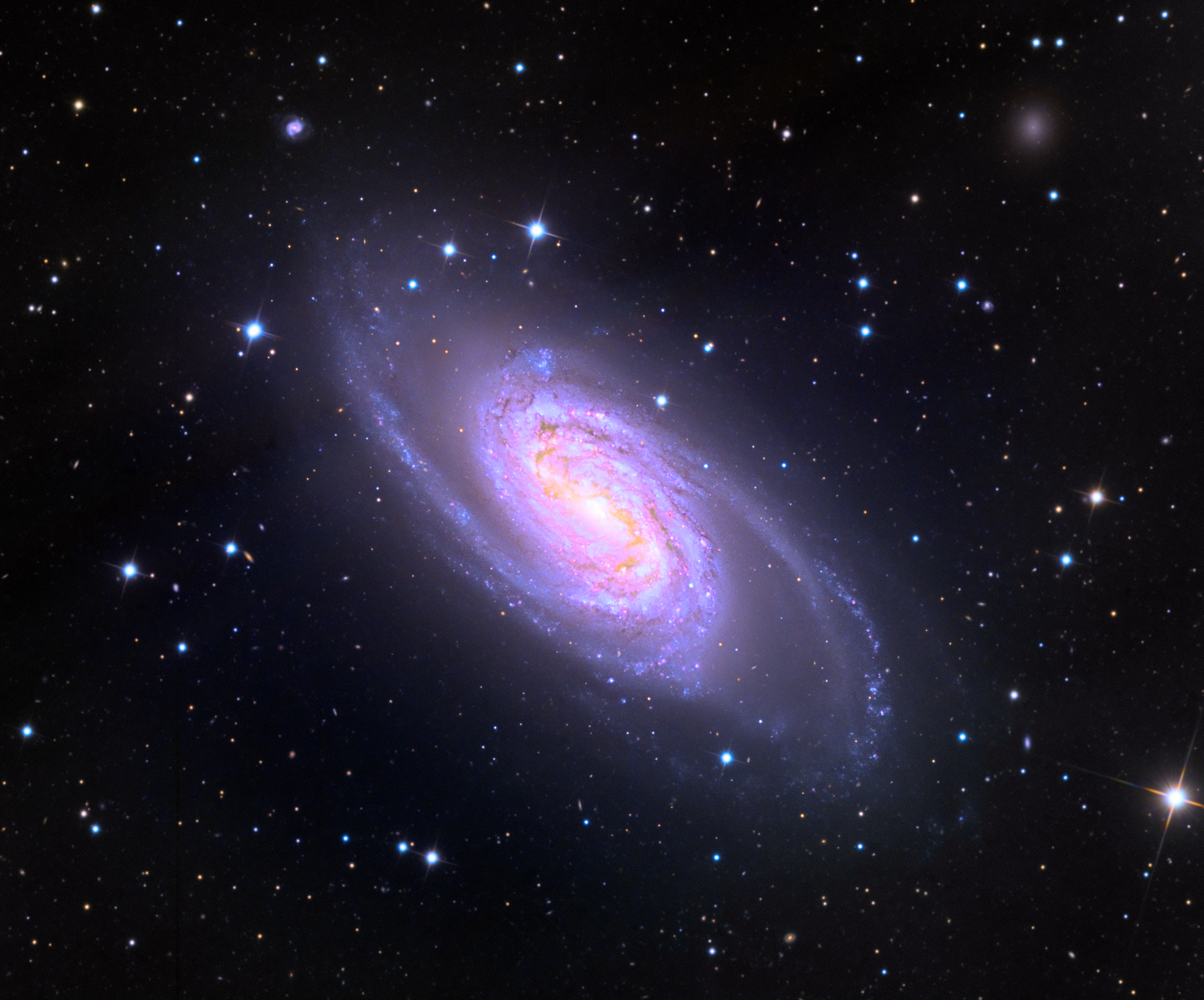
NGC 2903

NGC 2903 è una galassia a spirale barrata nella costellazione del Leone a circa 20,5 milioni di anni luce dal Sistema solare, ubicata a 1,5 gradi a sud di Alterf (λ Leonis). È stata scoperta da William Herschel e catalogata il 16 novembre 1784. Si tratta di una galassia luminosa magnitudine apparente 9,7 che si può osservare con i piccoli telescopi. 
Questa è una galassia per molti versi simile alla Via Lattea. La sua dimensione è solo leggermente più piccola della nostra, con una superficie di circa 80.000 anni luce. Ma, a differenza della nostra, è più giovane ed ha un ammasso di stelle massicce brillanti al posto dell'globulare.
La regione centrale della galassia presenta un tasso eccezionale in termini di formazione stellare, concentrate in un anello intorno al nucleo, che ha un diametro di poco più di 600  parsecs  e comprende non solo un gran numero di giovani brillanti, ma anche un certo numero di "nebulose ad emissione" con luminosità paragonabili a quelli della Nebulosa Tarantola, con elevate frequenze radio, infrarossi, raggi ultravioletti e raggi X.
Dispone inoltre di almeno tre piccole galassie satelliti.